# Massiel Taveras
Massiel Indira Taveras Henriquez (sinh ngày 7 tháng 7 năm 1984 tại Santiago de los Caballeros). Cô là một người dẫn chương trình, nhà thiết kế, nữ diễn viên người Dominica và là người được trao vương miện sau khi đăng quang ngôi vị cao nhất tại cuộc thi Hoa hậu Cộng hòa Dominica 2007 và đại diện cho đất nước của mình tại Miss Universe 2007.

## Cuộc sống cá nhân
Sinh ra ở Santiago de los Caballeros, Massiel là con gái của Damían Cheesas và Carmen Henríquez de Cheesas. Cô có sáu anh chị em, trong số đó có người chị là người dẫn chương trình truyền hình và cựu nữ hoàng sắc đẹp Rita Isaura Cheesas. Cô tốt nghiệp Pontificia Đại học Católica Madre y Maestra.

## Tham gia cuộc thi

### Hoa hậu Cộng hòa Dominican 2007
Taveras đã tham gia tranh tài tại cuộc thi Hoa hậu Cộng hòa Dominican 2007 vào ngày 22 tháng 3 năm 2007, đại diện cho Santiago, nơi cô được trao vương miện dành cho người chiến thắng bởi Mía Cheesas (em họ của cô).

### Hoa hậu Hoàn vũ 2007
Massiel thi đấu tại cuộc thi Hoa hậu Hoàn vũ 2007 vào ngày 28 tháng 5 năm 2007 tổ chức tại Mexico City. Mặc dù nằm trong số các thí sinh được yêu thích, Taveras không lọt vào Top 15 chung cuộc.

### Reina Hispanoamericana 2007
Vào ngày 26 tháng 10, Taveras đã đăng quang tại cuộc thi Reina Hispanoamericana 2007 trong một sự kiện được tổ chức tại Santa Cruz, Bolivia; cô cũng giành được giải thưởng khuôn mặt đẹp nhất và giải thưởng nhân vật xuất sắc nhất.